# No probado
No probado es un tipo de veredicto en la legislación escocesa. Fuera del país, el veredicto "no probado" puede ser referido como el veredicto escocés, y en la propia Escocia puede ser referido coloquialmente como el veredicto bastardo, que fue un término acuñado por Sir Walter Scott, quien fue sheriff en la corte de Selkirk.
El Derecho escocés es distinto del Derecho inglés, y esta es una de las diferencias. Los jurados pueden condenar con un veredicto de culpabilidad o pueden absolver (ver abajo). Un jurado de causas penales está formado por 15 jurados, y toman su decisión por mayoría simple de votos: ocho votos son necesarios y suficientes para el veredicto "culpable", que ha sustituido al veredicto más antiguo "probado".
En Escocia hay dos formas de absolución:
- Inocente significa que el acusado es inocente, en la opinión del jurado.
- No probado significa que la fiscalía no ha podido probar su caso, pero el jurado no está de acuerdo en cuanto a la inocencia del acusado.